# オリヴィエ・ラブルダン
オリヴィエ・ラブルダン（Olivier Rabourdin、1959年3月3日 - ）はフランスの俳優。

## 略歴
ノルマンディー出身の工業デザイナーで後に設計事務所の社長となった父と、イタリア出身の美容師で教師志望だった母の間に生まれ、パリのレピュブリック地区で育つ。13歳の時に両親は別居。
文学部の学生だったが、パントマイムに挑戦し、当時好きだった女性を追いかけて偶然に演劇と出会い、ナンテールのアマンディエ劇場で舞台の訓練を受ける。
1985年の映画『Le Soulier de satin』の端役で俳優としてデビューすると、その後は映画やテレビを中心に活動する。
2010年の映画『神々と男たち』で第36回セザール賞の助演男優賞にノミネートされる。
誰もが名前を知るスター俳優ではなく、脇役として数多くの作品に出演しているが、その一方で2013年の主演映画『イースタン・ボーイズ』（監督：ロバン・カンピヨ）ではゲイの中年男性を演じて高い評価を得る。

## 主な出演作品
| 公開年 | 日本語題 原題                                               | 役名                            | 備考                                                                                             |
| ------ | ----------------------------------------------------------- | ------------------------------- | ------------------------------------------------------------------------------------------------ |
| 1991   | ザ・ヒッチハイカー The Hitchhiker                           | ドゥニ・ルブロー                | テレビシリーズのシーズン6エピソード17に出演 テレビ東京放映時のタイトルは『怪奇ゾーンへようこそ』 |
| 1992   | 百貨店大百科 Riens du tout                                  | メトロの歌手                    |                                                                                                  |
| 1993   | おせっかいな天使 Les gens normaux n'ont rien d'exceptionnel |                                 |                                                                                                  |
| 1999   | ジャンヌ・ダルク The Messenger: The Story of Joan of Arc    | リシュモン                      |                                                                                                  |
| 2004   | ジョルジュ・バタイユ ママン Ma mère                         | ロベール                        |                                                                                                  |
| 2004   | キングス&クイーン Rois et Reine                             | ジャン＝ジャック                |                                                                                                  |
| 2005   | 明るい瞳 Les Yeux clairs                                    | ネフリエ                        |                                                                                                  |
| 2005   | 13 ザメッティ 13 Tzameti                                    | バンジャマン・ブーディエ        |                                                                                                  |
| 2005   | ナイト・オブ・ザ・スカイ Les Chevaliers du ciel             | 委員長                          |                                                                                                  |
| 2007   | 女優 Actrices                                               | マルク                          | 日本劇場未公開                                                                                   |
| 2008   | 96時間 Taken                                                | ジャン＝クロード                |                                                                                                  |
| 2009   | 君を想って海をゆく Welcome                                  | 警部補                          |                                                                                                  |
| 2010   | 神々と男たち Des hommes et des dieux                        | クリストフ                      | 第36回セザール賞助演男優賞ノミネート                                                             |
| 2010   | ラブ・クライム 偽りの愛に溺れて Crime d'amour               | 裁判官                          | 日本劇場未公開                                                                                   |
| 2011   | 赤い手帳 Poupoupidou                                        | コルベール                      | 日本劇場未公開                                                                                   |
| 2011   | ミッドナイト・イン・パリ Midnight in Paris                  | ポール・ゴーギャン              |                                                                                                  |
| 2011   | ザ・コマンダー 第6傭兵部隊 Mister BOB                       | 防諜・外国資料局（SDECE）司令官 | テレビ映画                                                                                       |
| 2011   | そして友よ、静かに死ね Les Lyonnais                         | シャルル・バスティアーニ刑事    |                                                                                                  |
| 2012   | 博士と私の危険な関係 Augustine                              | ブルヌヴィーユ                  | 日本劇場未公開                                                                                   |
| 2012   | 96時間/リベンジ Taken 2                                     | ジャン＝クロード                |                                                                                                  |
| 2013   | イースタン・ボーイズ Eastern Boys                           | ダニエル                        | 主演 日本劇場未公開                                                                              |
| 2014   | グレース・オブ・モナコ 公妃の切り札 Grace of Monaco         | エミール・ペレティエ            |                                                                                                  |
| 2014   | ローズマリーの赤ちゃん 〜パリの悪夢〜 Rosemary's Baby       | フォンテイン                    | 全2話のテレビミニシリーズ                                                                        |
| 2014   | フェイク・ライフ -顔のない男- Un illustre inconnu           | ピエール・シャンバール          | 日本劇場未公開、WOWOWにて放映                                                                    |
| 2014   | チャップリンからの贈りもの La Rançon de la gloire           | ソーラ医師                      |                                                                                                  |
| 2015   | あの頃エッフェル塔の下で Trois souvenirs de ma jeunesse     | アベル・デダリュス              |                                                                                                  |
| 2016   | ショコラ 〜君がいて、僕がいる〜 Chocolat                    | フィルマン・ジェミエ            |                                                                                                  |
| 2016   | トンネル The Tunnel                                         | ポール・ブレッソン              | テレビシリーズのシーズン2エピソード1に出演                                                       |
| 2017   | ハイエナたちの報酬 絶望の一夜 Money                         | シャルル                        | 2019年1月から開催された「未体験ゾーンの映画たち2019」にて上映                                    |
| 2017   | 田園の守り人たち Les gardiennes                             | クロヴィス                      |                                                                                                  |
| 2017   | ディアーヌならできる Diane a les épaules                    | 催眠療法士                      | 日本劇場未公開                                                                                   |
| 2017   | バーン・アウト Burn Out                                     | ミゲル                          | 日本劇場未公開、Netflixで配信                                                                    |
| 2018   | ホワイト・クロウ 伝説のダンサー The White Crow              | アレクシンスキー                |                                                                                                  |
| 2018   | ブラック・アース・ライジング Black Earth Rising             | ルサージュ准将                  | テレビシリーズのシーズン1エピソード3と4に出演                                                    |
| 2018   | アンティークの祝祭 La Dernière Folie de Claire Darling      | クロード・ダーリング            |                                                                                                  |
| 2021   | ブラックボックス:音声分析捜査 Boîte noire                   | ヴィクトル・ポロック            |                                                                                                  |
| 2021   | ベネデッタ Benedetta                                        | アルフォンソ主席司祭            |                                                                                                  |
| 2022   | アストリッドとラファエル 文書係の事件録 Astrid et Raphaëlle | ヴァンサン・ベルジョー          | シーズン3エピソード8                                                                             |
| 2023   | あやまち L'été dernier                                      | ピエール                        | 日本劇場未公開 デンマーク映画『罪と女王』のフランス版リメイク                                    |